# 十勝千年の森
十勝千年の森（とかちせんねんのもり、英: TOKACHI MILLENNIUM FOREST）は、北海道上川郡清水町にある庭園。

## 概要
「北海道ガーデン街道」を構成している庭園（ガーデン）であり、十勝毎日新聞社の森づくりによる環境貢献活動「カーボンオフセット」（炭素の相殺）を原点としている。間伐や下草刈りなどをしながら10年以上の歳月をかけて基盤となる環境のポテンシャルを上げていき、レストランなどの集客施設を整備することで人と自然がふれあう環境を創出している。イギリスのガーデンデザイナーであるダン・ピアソンが設計した「アース・ガーデン／大地の庭」や「メドウ・ガーデン／野の花の庭」など4つのガーデンがあるほか、敷地内にはアートが点在している。また、セグウェイや乗馬、チーズ作りが体験できるアクティビティもある。

## 利用案内
- 営業期間：4月下旬から10月下旬
- 営業時間
  - 4月下旬から6月下旬：9:30 - 17:00
  - 7月から8月：9:00 - 18:00
  - 9月から10月下旬：9:30 - 16:00
- 入園料
  - 大人1,200円、小中学生600円、小学生未満無料
  - 障がい者割引（大人800円、小中学生400円）
  - 団体（大人800円、小中学生400円）※15名以上

## 施設
ガーデン
- アースガーデン／大地の庭
- フォレストガーデン／森の庭
- メドウガーデン／野の花の庭
- ファームガーデン／農の庭
- HGSデザイナーズガーデン

アートライン
- カムイのサークル キサラのかけら（坂東優）
- 時折、形を成す中小210の断片（インゴ・ギュンター）
- 北海道のためのスカイTV（オノ・ヨーコ）※要予約、観覧料別途要
- 七つのダイアモンド（ディディエ・クールボ）

カフェ
- ガーデンカフェ・ラウラウ

園内施設
- チーズ工房 ノチユ
- マンサードホール（ビジターセンター）

## 受賞
- 『SGD Award 2012』大賞・国際賞「アースガーデン」「メドウガーデン」（2012年）
- 『日本芝生文化大賞』大賞「アースガーデン」（2015年）[3]
- 『土木学会デザイン賞』最優秀賞（2017年）[4]
- 『AAPME賞』（アフリカ・アジア太平洋・中東地区大会）最高位（2018年）

## アクセス・駐車場
- 道東自動車道十勝清水ICから車で約10分
- 北海道旅客鉄道（JR北海道）十勝清水駅から車で約15分
- 帯広から車で約40分
- 帯広空港（とかち帯広空港）から車で約1時間
- 富良野から車で約1時間40分
- 新千歳空港や旭川空港から車で約2時間30分
- 札幌から車で約3時間
- 駐車場：180台